# 染色體倍性

二倍体细胞具有每个染色体的两个同源拷贝。

染色體倍性是指細胞內同源染色體的數目，只有一組最基本的稱為單套或單倍體（haploid），兩組備份稱為雙套或二倍體（diploid）。多倍體的細胞則有更多套的染色體。
有些常見生物就是多倍體（polyploid），譬如金魚、鮭魚、螞蟥、扁形蟲、有尾目和蕨類植物。多套的動物通常都是低等動物，或能行孤雌生殖的居多。這種多倍體，又分異源多倍體（Allopolyploidy）和同源多倍體（Polyploid或Autopolyploidy，或「單源多倍體」），特別是前者的染色體來自不同種。
在雙套生物中，有一個過程，將雙倍體的細胞分裂成單倍體，使配子結合後的合子為雙倍體，稱為減數分裂。有些生物以倍性來作決定性別：雌性為雙倍體，雄性為單倍體。
在人類，只有精子和卵子是單倍體，其他細胞都是雙倍體。如果一個人類胚胎部分染色體為多倍體，多數不能正常發育，但如果是性染色體是多倍體（XXX或XYY）、三套第21對染色體（唐氏綜合症）、三套第18對染色體（愛德華氏症）、三套第13對染色體（帕陀氏症），則有機會長大成人。
细胞是根据存在的集合数目（倍性水平）被描述：单倍体（1组），二倍体（2组），三倍体（3组），四倍体（4组），五倍体（5组），六倍体 （6组），七倍体（heptaploid或septaploid，7组）等。通用术语多倍体通常用于描述具有三组或更多组染色体（三倍体或更高倍数）的细胞。

## 農產品
日常農產品經過雜交，有很多超過雙套的例子：
- 3：香蕉、薑、無籽西瓜
- 4：玉米、花生、棉花、蕓薹屬植物如白菜和油菜
- 6：麵包小麥
- 8：草莓、蔗

這些農產品中有不少異源多倍體。小黑麥是六倍體，其中有四套染色體來自小麥，兩套來自裸麥。